# Sân bay Rotterdam
Sân bay Rotterdam (tên cũ trong tiếng Hà Lan: Vliegveld Zestienhoven), (IATA: RTM, ICAO: EHRD) là một sân bay ở Rotterdam, Hà Lan. Đây là sân bay lớn thứ 3 ở Hà Lan (về lượng khách), sau Sân bay Eindhoven và sân bay tại Amsterdam. Năm 2007, có 1.150.400 lượt khách sử dụng sân bay này. Sân bay này được khởi công năm 1955 và chính thức khai trương tháng 10 năm 1956. Không lâu sau đó, các hãng Swissair, Lufthansa và Air France đã bắt đầu hoạt động ở đây.

## Các hãng hàng không và tuyến bay

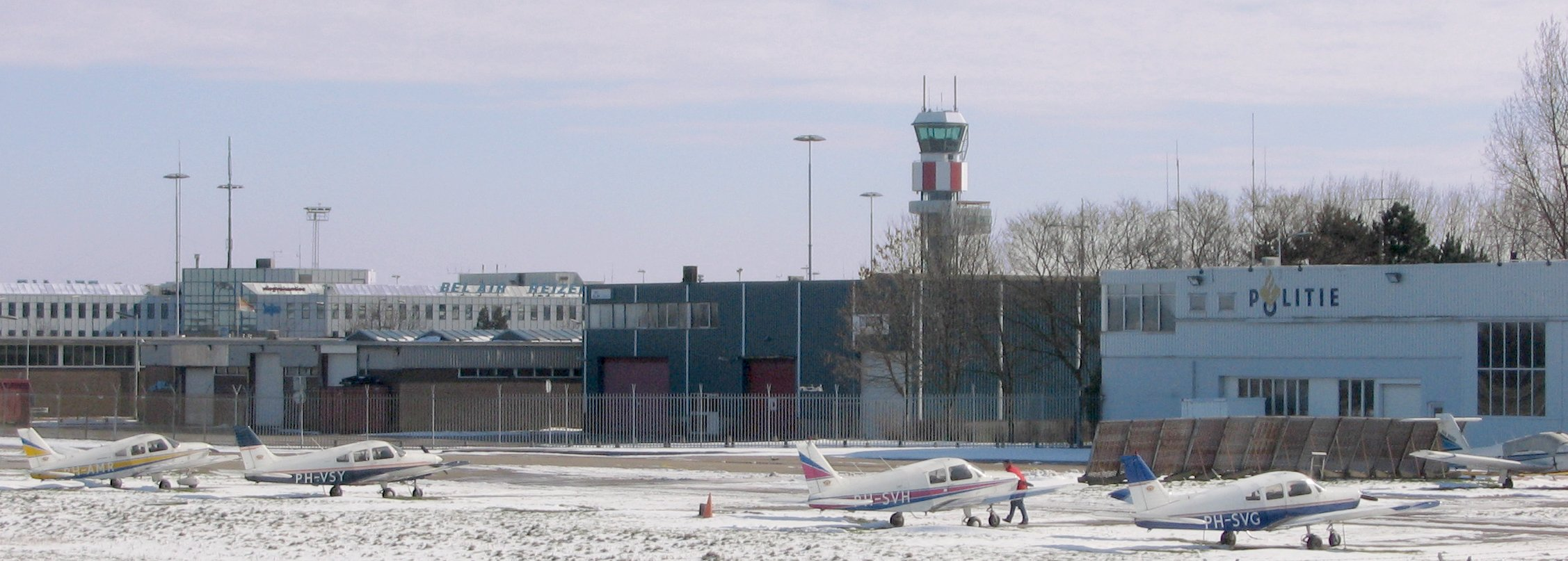
Nhiều máy bay nhỏ ở sân bay Rotterdam

### Thường lệ
- InterSky (Friedrichshafen)
- KLM operated by KLM Cityhopper (London-Heathrow) [ngừng 25 tháng 10]
- transavia.com (Alicante, Faro, Friedrichshafen [theo mùa từ 20 tháng 12], Geneva, Girona, Grenoble, Innsbruck, Málaga, Nice, Paris-Orly, Rome-Fiumicino, Salzburg, Toulon)
- VLM Airlines (Donegal [thuê bao], Guernsey, Hamburg, Isle of Man, Jersey, London, Manchester)
- Welcome Air (Innsbruck)

### Thuê bao và khác
- Dynamic Airlines
- Jet Netherlands
- Corendon Airlines (Antalya)
- Pegasus Airlines (Antalya)
- Onur Air (Antalya)
- Shell Aviation (f.e. London, New York, New Delhi)
- Skyline Aviation Lưu trữ ngày 29 tháng 9 năm 2007 tại Wayback Machine (bay thuê bao công ty, Airwork)
- transavia.com (Antalya, Bodrum, Corfu, Dalaman, Heraklion, Kos, Las Palmas, Palma de Mallorca, Rhodos, Tenerife, Alicante, Malaga, Faro)
- Tyrolean Air Ambulance (Innsbruck, Chambery, Alicante, Izmir, Malaga)
- VLM Airlines (thuê bao)
- Netjets
- Bikkair (máy bay phản lực rất nhẹ)

Sân bay cũng được hàng không tổng hợp sử dụng, các câu lạc bộ bay và trường bay đóng ở sân bay này.